# 鄒瑾 (明朝)
鄒瑾（？—1402年），江西行省吉安府永豐縣（今江西省永豐縣）人，明朝政治人物。
洪武年间，鄒瑾任监察御史。建文年间，任湖廣僉事，后改为大理寺右寺丞。燕王朱棣起兵时，都督徐增壽徘徊殿廷，有異誌。鄒瑾与魏冕大呼请速杀徐增壽。次日，宫中起火，鄒瑾与魏冕一同自杀。